# سدویتا
سدویتا (انگلیسی: Cedevita) شرکت نوشیدنی کروات است، که در سال ۱۹۲۹ تأسیس شد.